# Lü Yue
Lü Yue (chinesisch 呂樂 / 吕乐, Pinyin Lǚ Yuè; * 1. Dezember 1957 in Tianjin, Volksrepublik China) ist ein chinesischer Kameramann und Filmregisseur.

## Leben
Er studierte ab 1978 an der Pekinger Filmhochschule und begann nach dem Abschluss des Studiums seine Karriere als Kameramann. Als solcher war er erstmals 1984 an einem Film beteiligt, für Tian Zhuangzhuangs Lie chang zha sha. Dieser wurde in der Mongolei gefilmt. Daraufhin arbeitete er mit Yim Ho und Huang Shuqin.
Bekannt wurde Lü für seine Zusammenarbeit mit dem Regisseur Zhang Yimou. Mit diesem gemeinsam schuf er die Filme Leben! (1994), Shanghai Serenade (1995) und You hua hao hao shuo (1997). Für Shanghai Serenade gewann er mehrere Auszeichnungen; so etwa den New York Film Critics Circle Award und den Los Angeles Film Critics Association Award. Für denselben Film war er bei der Oscarverleihung 1996 für die „beste Kamera“ nominiert. Beim Regiedebüt der Schauspielerin Joan Chen, Tian yu (1998), übernahm er nicht nur die Kamera, sondern auch eine Schauspielrolle, als der Vater der fünfzehnjährigen Hauptfigur.
Zwischen 1987 und 1992 lebte er teilweise in Frankreich. Der französische Fernsehsender La Sept produzierte 1987 den Dokumentarfilm Nujiang – das verlorene Tal, seine erste Arbeit als Regisseur. Sein Spielfilmdebüt gab er erst 1998 mit Zhao Xiansheng über einen Lehrer, der sich nicht zwischen Ehefrau und Geliebter entscheiden kann. Der Film wurde beim Internationalen Filmfestival von Locarno mit dem Goldenen Leoparden ausgezeichnet. Mei ren cao (2003), Xiaoshuo (2006) und Shi san ke pao tong (2006) entstanden ebenfalls unter seiner Regie. Xiaoshuo wurde bei den Internationalen Filmfestspielen von Venedig 2007 in der Sektion Orizzonti aufgeführt.

## Filmographie (Auswahl)

### Kamera
- 1984: Lie chang zha sha
- 1987: Tian pu sa
- 1994: Hua hun
- 1994: Leben! (Huozhe)
- 1995: Shanghai Serenade (Yao a yao yao dao waipo qiao)
- 1997: You hua hao hao shuo
- 1998: Tian yu
- 1999: Schöne neue Welt (Meili xin shijie)
- 2000: Piao liang ma ma
- 2000: Die Rückkehr des schwarzen Buddha
- 2002: Am anderen Ende der Brücke
- 2003: The Legend of the Evil Lake (Cheonnyeon ho)
- 2008: Red Cliff (Chìbì)
- 2012: Aftershock (Tángshān Dàdìzhèn)

### Regie
- 1987: Nujiang – das verlorene Tal
- 1998: Zhao Xiansheng (赵先生)
- 2003: Mei ren cao (美人草)
- 2006: Shi san ke pao tong (十三棵泡桐)
- 2007: Xiao shuo (小说)